# モーニング娘。“熱っちぃ地球を冷ますんだっ。”文化祭
モーニング娘。“熱っちぃ地球を冷ますんだっ。”文化祭（モーニングむすめ あっちいちきゅうをさますんだ ぶんかさい）とは、モーニング娘。らが中心となって地球温暖化や環境破壊の防止を呼びかけるため2004年から2007年にかけて毎年1回開催されていたイベントである。
この項目では、文化祭のメインキャラクターであるエコモニ。についても記述する。

## 概要
モーニング娘。“熱っちぃ地球を冷ますんだっ。”文化祭（以下「文化祭」と略す）とは、地球温暖化の防止、環境破壊の抑止、自然の大切さの学習・体験、ゴミの削減・分別・リサイクル活動など、エコロジーの諸問題について楽しみながら学んでいくスタイルの一般者参加型イベントである。
そのイベントの中心的な盛り上げ役をモーニング娘。らを擁するハロー!プロジェクトが行っている。イベントのタイトルには「モーニング娘。」と付いているものの、モーニング娘。以外の多くのハロー!プロジェクトのメンバーも参加している。
学校の文化祭のようなイベントになっており、エコロジーに関する展示コーナー（エコプラーザ）・屋台風の飲食店（フードコート）などがある。フードコートの容器は会場内で分別ゴミとして収集される。
中でもメインとなるのは、モーニング娘。らが中心となって劇・クイズ・歌などを披露するステージである。このステージを見ることにより、楽しく環境問題について学ぶことが出来るようになっている。
家族連れ来場者向けコーナーとして、「地球のふわふわ」（地球を模したエアドームトランポリン遊具）、参加型の木工ワークショップ等の体験ゾーンが毎回企画されている。
ファン向けコーナーとしては、出演衣装など展示する「プッチミュージアム」が毎回企画されている。
主要テーマは環境問題について考えるイベントではあるものの、モーニング娘。らのファンが多く訪れるため、ファンのためのイベントという側面も合わせ持っている。

## イベント

### 文化祭2004
- サブタイトル：〜STOP! 地球温暖化〜
- 開催期間：2004年6月19日・20日
- 開催場所：幕張メッセ国際展示場4・5・6ホール
- 主催：アップフロントワークス
- 主要支援団体：
  - 連携協力：2005年日本国際博覧会協会
- 公式サイト（2008年5月16日時点のアーカイブ）
- 出演：モーニング娘。、Berryz工房、℃-ute（当時ハロー!プロジェクト・キッズとして）
- 来場者数：未発表

文化祭が初めて行われた年である。愛・地球博パートナーシップ事業イベントとして開催された。小池百合子環境大臣（当時）が参加。文化祭のためのユニット「エコモニ。」が結成された。月桃が地球環境に優しい植物として紹介されて販売が行われた。モーニング娘。らによる温暖化劇が披露された。
幕張メッセの別ホールにて『「浪漫 〜MY DEAR BOY〜」発売記念スペシャルイベント』（ミニライブ）および『ハロプロ エッグ オーディション2004』が同時に開催された。

### 文化祭2005 in 横浜
- サブタイトル：20XX年世界大温暖化!! どうする日本! どうするあなた?
- 開催期間：2005年10月8日 - 10日
- 開催場所：パシフィコ横浜展示ホールA・B・C・D
- 主催：モーニング娘。文化祭2005実行委員会、日本テレビ
- 主要支援団体：
  - 後援：横浜市、神奈川新聞社、横浜コンベンション・ビューロー、tvk、FMヨコハマ、横浜ウォーカー
- 公式サイト（2008年5月16日時点のアーカイブ）
- 出演：モーニング娘。、エコモニ。、安倍なつみ、後藤真希、松浦亜弥、W、美勇伝、メロン記念日、カントリー娘。、Berryz工房、℃-ute、中澤裕子、飯田圭織、矢口真里、保田圭、稲葉貴子、アヤカ、前田有紀
- 来場者数：65,000人（主催者発表）

開催場所がパシフィコ横浜に変更された。小池百合子環境大臣（当時）が閉会式に参加した。開催期間が3日間に拡大され、参加企業も大幅に増えてイベントの規模が拡大し、フードコートも充実した。ステージでは、温暖化劇・クイズ・コントの他、横浜市の推進する「ヨコハマはG30」活動のプロモーションに力が注がれた（モーニング娘。は「ヨコハマはG30」広報大使に任命されているため）。この年から、企業協賛が明記されるようになった。

### 文化祭2006 in 横浜
- 開催期間：2006年9月16日・17日
- 開催場所：パシフィコ横浜展示ホールA・B・C・D
- 主催：モーニング娘。文化祭2006実行委員会、日本テレビ
- 主要支援団体：
  - 後援：横浜市（環境創造局、資源循環局、経済観光局）、横浜コンベンション・ビューロー、神奈川新聞社 、tvk、 FMヨコハマ
- 公式サイト（2008年5月16日時点のアーカイブ）
- 出演：モーニング娘。、エコモニ。、辻希美、美勇伝、Berryz工房、℃-ute、矢口真里（MC）、月島きらり starring 久住小春 (モーニング娘。)、ともいき・木を植えたい
  - ファミリーステージ：アンパンマン、ネポス・ナポス、ウルトラマン
- 来場者数：37,000人（主催者発表）

開催期間が2日間に戻るなどやや規模が縮小した。開会式に中田宏横浜市長が参加した。ステージでは「続・世界大温暖化劇」が披露された。この年からテーマシアターがなくなり、家族向けのファミリーステージが追加された。

### 文化祭2007 in 横浜
- 開催期間：2007年10月7日・8日
- 開催場所：パシフィコ横浜展示ホールA・B・C・D
- 主催：モーニング娘。文化祭2007実行委員会、読売新聞東京本社、日本テレビ
- 主要支援団体：
  - 後援：横浜市、横浜コンベンション・ビューロー、神奈川新聞社 、tvk、 FMヨコハマ
- 公式サイト（2007年10月11日時点のアーカイブ）
- 出演：モーニング娘。、エコモニ。、美勇伝、Berryz工房、℃-ute、月島きらり starring 久住小春 (モーニング娘。)、白井貴子（司会）、ともいき・木を植えたい、Buono!、アテナ&ロビケロッツ
  - スペシャルゲスト：ネポス・ナポス、ウォーキービッツ、らんま先生、ステレンジャー、もったいないばあさん
- 来場者数：36,500人（主催者発表）

2006年と同程度の規模で開催された。開会式に環境大臣の鴨下一郎と中田宏横浜市長が参加した。毎年行われていた温暖化劇が朗読劇に縮小した一方、ステージでは「アニメ広場」が拡大され3組のユニットが歌を披露した。また白井貴子が司会を務めて歌を披露。「SAVE THE SEA」コーナーではさかなクンが海の環境問題についてゲストで登場した。環境問題に関するクイズや学習コーナーはあったものの、全体的に歌がメインのステージとなった。

## エコモニ。
エコモニ。とは、石川梨華・道重さゆみによるユニット。2004年6月19日・20日の両日に幕張メッセ（千葉県千葉市美浜区）で開催された『モーニング娘。“熱っちぃ地球を冷ますんだっ。”文化祭2004 〜STOP!地球温暖化〜』に合わせて結成された。

### 概要
石川は結成当初、背の高い道重と並んだ際のバランスを考慮し、帽子をかぶることで身長を合わせていた。衣装は地球環境に優しい素材で作られており、二酸化炭素を酸素に変える働きが大きいとされる植物「月桃（げっとう）」をあしらった森と海の妖精をイメージした物になっており、石川梨華が「森の妖精」、道重さゆみが「海の妖精」という設定である。
当初は文化祭のメインキャラクターとして2004年6月2日 - 20日の19日間の期間限定で活動する予定だったが、同日に東京都港区の芝公園で開始された「100万人のキャンドルナイト2004 東京八百夜灯カウントダウンセレモニー」で小池百合子環境大臣（当時）から「解散は勿体ない。もっと環境問題を訴えて欲しい。」と直接望まれたため、活動が継続されることになった。2008年以降は表立った活動がない。

### 略歴
- 2004年6月19日・20日、幕張メッセ（千葉県千葉市美浜区）で開催された『モーニング娘。“熱っちぃ地球を冷ますんだっ。”文化祭2004』に出演。「HELP!!〜エコモニ。の熱っちぃ地球を冷ますんだっ。〜」を初披露した。
- 2004年6月20日、「100万人のキャンドルナイト2004 東京八百夜灯カウントダウンセレモニー」に参加。
- 2005年、「チーム・マイナス6%」のメンバーに選出（ナンバー44）。また、モーニング娘。（ナンバー43）やハロー!プロジェクト（ナンバー125）名義でも選出されている。
- 2005年10月8日 - 10日、パシフィコ横浜（神奈川県横浜市西区）で開催された『モーニング娘。“熱っちぃ地球を冷ますんだっ。”文化祭2005in横浜』に出演。
- 2006年9月16日・17日、パシフィコ横浜で開催された『モーニング娘。“熱っちぃ地球を冷ますんだっ。”文化祭2006in横浜』に出演。
- 2007年10月7日・8日、パシフィコ横浜で開催された『モーニング娘。“熱っちぃ地球を冷ますんだっ。”文化祭2007』に出演。
- 2013年、道重さゆみのブログにてユニットとして活動を行っていないことが判明[2]。

### シングル
- 天才!LET'S GO あややム（2004年11月26日） - 映画『劇場版とっとこハム太郎』第4弾の挿入歌。「あややムwithエコハムず」名義[3]。
  - C/Wの「エコのワルツ」は本ユニットのみの「エコハムず」で歌唱。しかし、同曲は映画には挿入されておらず、とっとこハム太郎の世界とは独立した楽曲となっている。

### アルバム
- プッチベスト5（2004年12月22日、zetima）[4]
  - HELP!!〜エコモニ。の熱っちぃ地球を冷ますんだっ。〜
- プッチベスト6（2005年12月21日、zetima）[5]
  - HELP!!〜エコモニ。の熱っちぃ地球を冷ますんだっ。2005〜（エコモニ。&モーニング娘。名義）

### 出演

#### 映画
- 劇場版とっとこハム太郎はむはむぱらだいちゅ! ハム太郎とふしぎのオニの絵本塔（2004年、東宝）

#### 写真集
- スペシャル写真集「エンジェルズ」（2005年11月16日、ワニブックス、ISBN 4847028953）